# Ла-Кросс (Канзас)
Ла-Кросс (англ. La Crosse) — місто (англ. city) в США, в окрузі Раш штату Канзас. Населення — 1266 осіб (2020).

## Географія
Ла-Кросс розташована за координатами 38°31′55″ пн. ш. 99°18′34″ зх. д. / 38.53194° пн. ш. 99.30944° зх. д. (38.531925, -99.309420).  За даними Бюро перепису населення США в 2010 році місто мало площу 2,71 км², уся площа — суходіл.

### Клімат
| Клімат : Ла-Кросс            | Клімат : Ла-Кросс | Клімат : Ла-Кросс | Клімат : Ла-Кросс | Клімат : Ла-Кросс | Клімат : Ла-Кросс | Клімат : Ла-Кросс | Клімат : Ла-Кросс | Клімат : Ла-Кросс | Клімат : Ла-Кросс | Клімат : Ла-Кросс | Клімат : Ла-Кросс | Клімат : Ла-Кросс | Клімат : Ла-Кросс |
| Показник                     | Січ.              | Лют.              | Бер.              | Квіт.             | Трав.             | Черв.             | Лип.              | Серп.             | Вер.              | Жовт.             | Лист.             | Груд.             | Рік               |
| Абсолютний максимум, °C      | 27,2              | 30,0              | 35,0              | 39,4              | 41,7              | 44,4              | 46,1              | 45,6              | 44,4              | 37,8              | 31,7              | 28,3              | 46,1              |
| Середній максимум, °C        | 5,0               | 8,3               | 13,9              | 19,4              | 24,4              | 30,6              | 34,4              | 33,3              | 28,3              | 22,2              | 12,8              | 6,7               | 20,0              |
| Середній мінімум, °C         | −9,4              | −7,2              | −2,2              | 3,3               | 10,0              | 15,6              | 18,3              | 17,2              | 12,2              | 5,0               | −2,8              | −7,2              | 4,5               |
| Абсолютний мінімум, °C       | −30,6             | −27,2             | −30,6             | −12,8             | −6,1              | 2,2               | 6,1               | 5,6               | −5                | −10               | −22,2             | −31,1             | −31,1             |
| Норма опадів, мм             | 17                | 21                | 53                | 58                | 93                | 85                | 86                | 65                | 48                | 36                | 31                | 19                | 612               |
| ---------------------------- | ----------------- | ----------------- | ----------------- | ----------------- | ----------------- | ----------------- | ----------------- | ----------------- | ----------------- | ----------------- | ----------------- | ----------------- | ----------------- |
| Джерело: The Weather Channel |                   |                   |                   |                   |                   |                   |                   |                   |                   |                   |                   |                   |                   |

## Демографія
Згідно з переписом 2010 року, у місті мешкали 1342 особи в 606 домогосподарствах у складі 350 родин. Густота населення становила 496 осіб/км².  Було 722 помешкання (267/км²).
Расовий склад населення:
| - 98,5 % — білих - 0,4 % — корінних американців - 0,2 % — чорних або афроамериканців - 0,2 % — азіатів |

До двох чи більше рас належало 0,7 %. Частка іспаномовних становила 2,8 % від усіх жителів.
За віковим діапазоном населення розподілялося таким чином: 19,9 % — особи молодші 18 років, 53,2 % — особи у віці 18—64 років, 26,9 % — особи у віці 65 років та старші. Медіана віку мешканця становила 47,7 року. На 100 осіб жіночої статі у місті припадало 89,8 чоловіків;  на 100 жінок у віці від 18 років та старших — 87,9 чоловіків також старших 18 років.
Середній дохід на одне домашнє господарство  становив 44 721 долар США (медіана — 30 964), а середній дохід на одну сім'ю — 60 552 долари (медіана — 56 136). Медіана доходів становила 37 667 доларів для чоловіків та 23 182 долари для жінок. За межею бідності перебувало 14,1 % осіб, у тому числі 8,4 % дітей у віці до 18 років та 6,3 % осіб у віці 65 років та старших.
Цивільне працевлаштоване населення становило 608 осіб. Основні галузі зайнятості: освіта, охорона здоров'я та соціальна допомога — 31,3 %, мистецтво, розваги та відпочинок — 11,8 %, будівництво — 11,7 %.